# Округ Сарасота (Флорида)
Сарасота (енгл. Sarasota County) је округ у америчкој савезној држави Флорида. По попису из 2010. године број становника је 379.448.

## Демографија
Према попису становништва из 2010. у округу је живело 379.448 становника, што је 53.491 (16,4%) становника више него 2000. године.
| Група             | 2000.           | 2010.           |
| Белци             | 292.603 (89,8%) | 321.978 (84,9%) |
| Афроамериканци    | 13.621 (4,2%)   | 17.815 (4,7%)   |
| Азијати           | 2.522 (0,8%)    | 4.903 (1,3%)    |
| Хиспаноамериканци | 14.142 (4,3%)   | 30.033 (7,9%)   |
| Укупно            | 325.957         | 379.448         |